# 沙利瓦米隆
沙利瓦米隆（法語：Chalivoy-Milon，法語發音：[ʃalivwa milɔ̃]）是法国谢尔省的一个市镇，位于该省南部，属于圣阿芒蒙龙区。

## 地理
沙利瓦米隆（46°51'34"N, 2°42'20"E）面积19.61 平方千米，位于法国中央-卢瓦尔河谷大区谢尔省，该省份为法国中部省份，北起卢瓦雷省，西接卢瓦-谢尔省和安德尔省，南至克勒兹省，东南接阿列省，东临涅夫勒省。
与沙利瓦米隆接壤的市镇（或旧市镇、城区）包括：巴讷贡、布莱、比西、肖蒙、科尼、朗唐、托米耶。

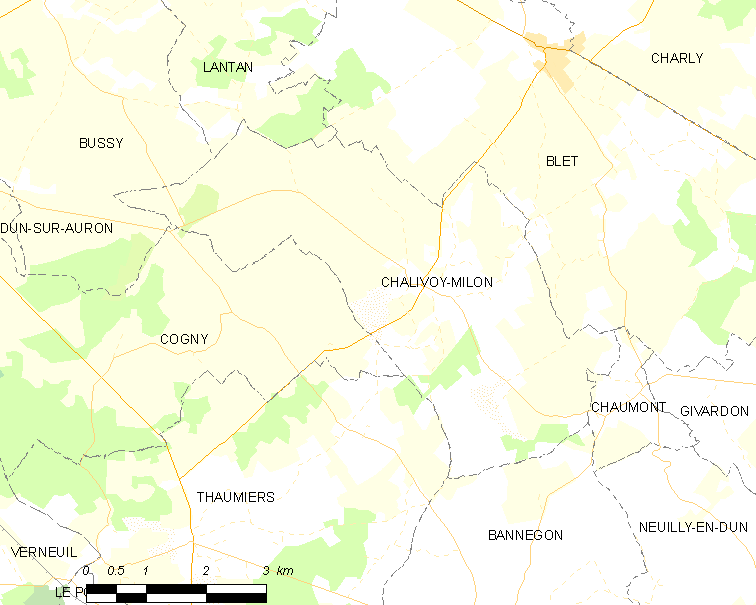
沙利瓦米隆的OSM定位图

沙利瓦米隆的时区为UTC+01:00、UTC+02:00（夏令时）。

## 行政
沙利瓦米隆的邮政编码为18130，INSEE市镇编码为18045。

## 政治
沙利瓦米隆所属的省级选区为欧龙河畔丹县。

## 人口

1962-2008年间沙利瓦米隆人口变化图示

沙利瓦米隆于2022年1月1日时的人口数量为380人。